# Хо-Ри
Тип 5 «Хо-Ри»  (яп. 五式ホリ) — проект японского истребителя танков на базе среднего танка Чи-Ри времён Второй мировой войны. Разработан фирмой Mitsubishi в 1943—1945 годах.

## История создания
В секретариате Военного совета по спросу 30 июня 1943 года Императорская армия оценила новые танки как немецкой, так и советской армий, которые претерпели заметные изменения в бронировании и огневой мощи во время Великой Отечественной войны. От плана новой 57-мм противотанковой пушки отказались, и вместо неё планировались 75-мм и 105-мм танковые пушки. 22 июля того же года было принято решение о разработке 105-мм танковой пушки «Тохо».
Эта пушка представляла собой доработанный вариант 105-мм зенитного орудия, которое ранее было разработано на базе немецкого FlaK 18. Орудие имело нарезной ствол длиной 65 калибров (6,825 м) и оснащалось автоматическим клиновым затвором. На испытаниях «Тип 1» показала высокие характеристики: начальная скорость снаряда достигала 1100 м/с, а дальность стрельбы превышала 20-22 км.
В начале 1945 года японские инженеры приступили к созданию действительно мощной противотанковой САУ, способной поражать все типы американских танков. Не обошлось здесь, по всей видимости, без немецкого влияния. Базовый вариант — Тип 5 «Хо-Ри» I, была отчасти аналогична немецкому Фердинанду, у которой отделение управления было спереди, моторное посередине, а боевое сзади.
Известно, что после завершения разработки Тип 5 «Хо-Ри» I японские специалисты начали работу над его новой модификацией — Тип 5 «Хо-Ри» II у которой боевое отделение было посередине, а моторное сзади и была отчасти аналогична немецкому Ягдтигру.

## Описание конструкции

### Вооружение

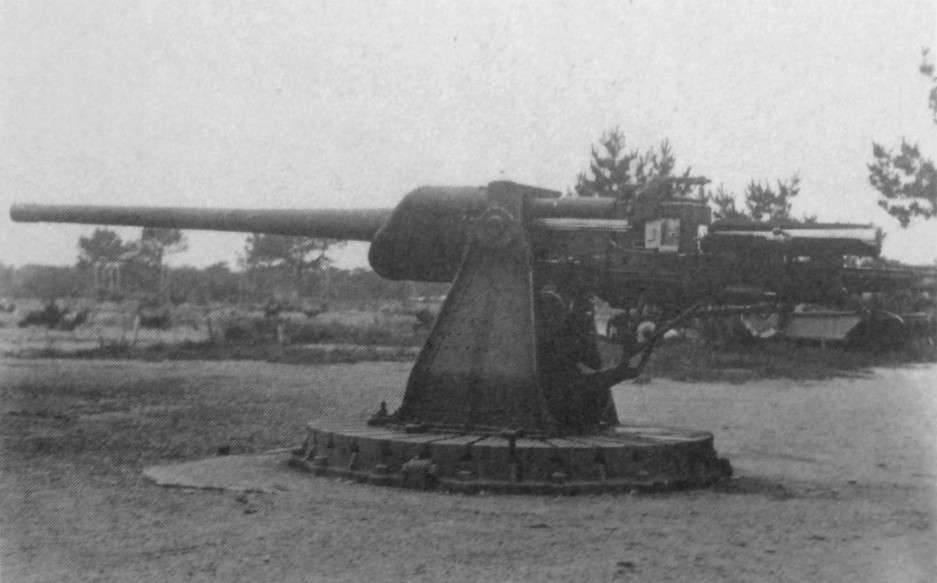
Экспериментальная танковая пушка Тип 1 Тохо

Основное орудие, имело калибр 105 мм и начальную скорость около 900 м/с. Весило 4,7 тонны и должно было иметь способность пробивать 150-миллиметровый бронелист на расстоянии 1000 м. Это орудие смогло бы уничтожить не только средний танк M4, а так же другой средний танк M26.
Согласно корректировочному материалу «Текущая таблица материальной эффективности противотанкового оружия» 3-й дивизии Коноэ, который является материалом, находящимся в ведении Инструктора военной истории Высшей школы сухопутных сил самообороны, пробная танковая пушка имела дальность полёта снаряда 1000 м.
В хвостовой части 105-мм пушки Тохо был установлен автомат заряжания. В автомате заряжания был использован механизм 12-дюймовой зенитной установки Тип 3. Механизм автоматического заряжания орудия продолжал давать сбой, но его неоднократно ремонтировали для устранения дефекта.
На левой стороне орудия была ручка, которая регулировала горизонтальный диапазон (влево и вправо), а также вертикальный диапазон, и это вращение контролировалось с помощью шестерен.
При выстреле оружие откидывалось назад на 540 мм, стопор автоматически открывался влево, и весь корпус орудия весом 2 тонны возвращался в исходное положение примерно за 1 секунду. Почти в то же время заряжающая стойка, расположенная с левой стороны башни, складывалась вправо в положении заряжания, и заряжающий рычаг продвигал снаряд в загрузочную стойку и заряжал ее.
Проектирование опытной танковой пушки Тохо было практически завершено в феврале 1944 года, а прототип пушки был завершен в декабре того же года. Пройдя испытание на стрельбу, в мае 1945 года он достиг практического уровня. Были изготовлены два опытных танковых орудия Тохо. В марте на полигоне Ираго было проведено баллистическое испытание.
В качестве другого вооружения на танк устанавливались одна 37-мм противотанковая пушка Тип 1 (Танковое орудие Тип 1), один 7,7-мм пулемёт Тип 97 и две 20-мм спаренные зенитные пушки.

### Двигатель и трансмиссия
Вместо традиционного дизельного двигателя использовался авиационный бензиновый двигатель (12-цилиндровый V-образный с водяным охлаждением, мощностью 550 л.с.), первоначально разработанный BMW для авиации. Это было использование к тому времени устаревшего для авиации двигателя, потерявшего актуальность в связи с недостаточной мощностью вследствие развития авиастроения. Он был размещен в центре продольной оси, ближе к передней части корпуса САУ.

### Ходовая часть
Ходовую часть САУ решили позаимствовать от среднего танка Чи-Ри. Конструктивно она состояла из восьми опорных катков на борт с подвеской «Хара», трех поддерживающих роликов, заднего направляющего колеса и ведущего колеса переднего расположения с цевочным зацеплением. Гусеница мелкозвенчатая, с одним гребнем, шириной 600 мм.

## В игровой индустрии
Хо-Ри I, Хо-Ри II и Хо-Ри III присутствуют как ПТ-САУ в дереве прокачки 8, 9 и 10 уровнем в ММО играх World of Tanks и World of Tanks Blitz.
Ho-Ri Prototype и Ho-Ri Production присутствуют как САУ на 4 ранге в дереве прокачки Японии в ММО игре War Thunder.
Ho-Ri I и Ho-Ri 2 присутствуют как доступные за японскую сторону юниты в серии игр В тылу врага
Ho-Ri production присутствует в древе прокачке Японии в игре Enlisted 